# Imrich Bugár
Imrich Bugár (ur. 14 kwietnia 1955 w Ohradach) – słowacki lekkoatleta pochodzenia węgierskiego specjalizujący się w rzucie dyskiem, który startował w barwach Czechosłowacji, a później Czech.
Trzykrotny uczestnik igrzysk olimpijskich: Moskwa 1980 (srebrny medal), Seul 1988 (12. miejsce) oraz Barcelona 1992 (nie awansował do finału). W 1983 roku został mistrzem świata. Bugár ma w dorobku dwa medale mistrzostw Europy - złoty (Ateny 1982) oraz brązowy (Praga 1978). Dwanaście razy był mistrzem Czechosłowacji (1978–1986, 1988, 1991, 1992) oraz dwa razy mistrzem Czech (1993, 1994). Rekord życiowy: 71,26 (25 maja 1985, San Jose). Wynik ten jest aktualnym rekordem Czech.

## Osiągnięcia
| Rok  | Zawody                 | Miasto    | Lokata            |
| ---- | ---------------------- | --------- | ----------------- |
| 1978 | Mistrzostwa Europy     | Praga     | 3. miejsce        |
| 1979 | Uniwersjada            | Meksyk    | 5. miejsce        |
| 1980 | Igrzyska olimpijskie   | Moskwa    | 2. miejsce        |
| 1981 | Puchar świata          | Rzym      | 3. miejsce        |
| 1982 | Mistrzostwa Europy     | Ateny     | 1. miejsce        |
| 1983 | Mistrzostwa świata     | Helsinki  | 1. miejsce        |
| 1984 | Przyjaźń 84            | Moskwa    | 4. miejsce        |
| 1985 | Finał A pucharu Europy | Moskwa    | 1. miejsce        |
| 1986 | Mistrzostwa Europy     | Stuttgart | 8. miejsce        |
| 1987 | Mistrzostwa świata     | Rzym      | 7. miejsce        |
| 1988 | Igrzyska olimpijskie   | Seul      | 12. miejsce       |
| 1990 | Mistrzostwa Europy     | Split     | 7. miejsce        |
| 1991 | Mistrzostwa świata     | Tokio     | el. - 13. miejsce |
| 1992 | Igrzyska olimpijskie   | Barcelona | el. - 20. miejsce |
| 1993 | Mistrzostwa świata     | Stuttgart | el. - 21. miejsce |